# Kikō Sōseiki Mospeada
Kikō Sōseiki Mospeada (jap. 機甲創世記モスピーダ, Kikō Sōseiki Mosupīda) ist eine Anime-Fernsehserie aus dem Jahr 1983, die vom Kampf der Menschheit gegen Außerirdische mit riesigen Kampfrobotern erzählt. Sie ist daher dem Genre Mecha zuzuordnen. Produziert wurde sie von den Studios Artmic und Tatsunoko Pro und 1985 als Original Video Animation fortgesetzt. International wurde die Geschichte als Teil der Robotech-Serie in stark veränderter Form bekannt. Das Original wurde auch als Genesis Climber MOSPEADA betitelt.

## Inhalt
Während des 21. Jahrhunderts erschließt sich die Menschheit mit HBT eine neue, wasserstoffbasierte Energiequelle und es gelingt, eine Kolonie auf dem Mars zu gründen. Doch 2050 wird die Erde von Außerirdischen – Inbid genannt – angegriffen. Sie erobern den Planeten und Menschen können nur noch in kleinen Gruppen unter ihrer Herrschaft weiterleben. Andere fliehen zum Mond oder auf den Mars. 
2083 wird vom Mars eine Armee entsandt, die die Erde zurückerobern soll. Doch wird sie vernichtend geschlagen und nur ein einziger Kämpfer erreicht mit seinem Roboter die Erde: der 20 Jahre alte Stig Bernard und sein Kampf-Motorrad Legioss. Er ist im Amazonas gestrandet und will sich nun auf eigene Faust zur Basis der Außerirdischen bei den Großen Seen vorkämpfen. Neben seiner ursprünglichen Mission will er sich an ihnen auch dafür rächen, dass bei der missglückten Invasion seine Verlobte gestorben ist. Auf dem Weg trifft er auf Ray. Der ist zwar noch ein Jugendlicher, aber ein Naturtalent im Umgang mit seinem Mecha Mospaeda. Gemeinsam sammeln die beiden immer mehr Anhänger um sich, um gegen die Außerirdischen zu kämpfen.

## Produktion und Veröffentlichung
Die Fernsehserie wurde bei den Studios Artmic und Tatsunoko Pro unter der Regie von Katsuhisa Yamada produziert. Als weitere Regisseure waren Masayuki Kojima, Kazuhito Akiyama und Norio Yazawa beschäftigt. Die Drehbücher schrieben Sukehiro Tomita, Akira Koson und Kenji Terada. Die künstlerische Leitung lag bei Hiroaki Sato, das Charakterdesign stammt von Yoshitaka Amano und das Mechadesign von Hideki Kakinuma und Shinji Aramaki. 
Die 25 Folgen mit je 25 Minuten Laufzeit wurden vom 2. Oktober 1983 bis zum 23. März 1984 von Fuji TV in Japan ausgestrahlt. In Italien erschien eine synchronisierte Fassung. Der amerikanische Verwerter Harmony Gold erwarb die Rechte an der Serie und verarbeitete sie zusammen mit den Animeserien Chōjikū Yōsai Macross – der ersten aus der Macross-Reihe – und Chōjikū Kidan Southern Cross zur Fernsehserie Robotech mit neuem gemeinsamen Handlungsbogen. Grund für diese Entscheidung des Produzenten Carl Macek war, dass für die Serien in den USA eine gewisse Mindestlänge erreicht werden musste, die jede der Serien einzeln nicht hatte. Optisch sind sich die drei Ausgangsserien sehr ähnlich, da sie von gleichen Studios und Designern geschaffen wurden. Außerdem wurde der Inhalt entschärft, das heißt zum Beispiel der Tod von Figuren entfernt, und gekürzt, insbesondere um ausführliche Charakterzeichnungen. Das verwendete Material aus Mospeada wurden zum dritten Teil der neuen Serie und die Geschichte an das Ende von Southern Cross angeknüpft und zeitlich verschoben. Teile der Handlung mussten auch geändert werden, um Kritik an auffälligen Ungenauigkeiten zu vermeiden: so wurde die Handlung komplett nach Nordamerika verlegt, da die Hintergründe nicht wie in Südamerika aussahen und ein Grizzli auftrat oder die Namen wurden zu typischen amerikanischen Namen geändert. Im Juli 1984 erschien in den USA bei Comico eine Comic-Adaption der Robotech-Fassung von Mospeada. Eine englische Veröffentlichung der Original-Handlung auf VHS war bereits in den 1980er Jahren geplant, jedoch gab es dafür kein Interesse bei den Vertriebsunternehmen. In der Robotech Perfect Collection wurde der Anime später schließlich unverändert auch mit englischen Untertiteln veröffentlicht. Ab 25. April 2024 wurde der Anime schließlich auf der Plattform Crunchyroll international per Streaming veröffentlicht, unter anderem mit deutschen und englischen Untertiteln.
1985 wurde bei den gleichen Studios eine Original Video Animation mit 50 Minuten Laufzeit produziert, die die Handlung der Fernsehserie fortsetzt. Die künstlerische Leitung lag bei dieser Produktion bei Kazuo Okada, Regisseur war wieder Katsuhisa Yamada. Das Drehbuch schrieb Sukehiro Tomita. Der Anime erschien im September 1985. Auch dieser Film wurde von Harmony Gold für den amerikanischen Markt aufgearbeitet und 2013 als Robotech: Love Live Alive veröffentlicht.

### Synchronisation
| Rolle                     | japanischer Sprecher (Seiyū) |
| ------------------------- | ---------------------------- |
| Stig Bernard              | Bin Shimada                  |
| Yellow Belmont (männlich) | Hirotaka Suzuoki             |
| Yellow Belmont (weiblich) | Mine Matsuki                 |
| Rei                       | Hisao Ōyama                  |
| Houquet Erose             | Mika Doi                     |
| Mint Raburu               | Sanae Miyuki                 |
| Jim Austin                | Tomomichi Nishimura          |

### Musik
Die Musik der Fernsehserie und der OVA stammt von Hiroshi Ogasawara und Joe Hisaishi. Das Vorspannlied der Serie ist Ushinawareta Yume o Motomete (失われた伝説を求めて), gesungen von Andy Koyama, und der Abspann ist unterlegt mit Blue Rain, gesungen von Andy Koyama und Mine Matsuki.

## Rezeption
In Japan hatte die Serie keine guten Einschaltquoten, trotz der vielen mitwirkenden Designer, die damals schon berühmt waren. Als Teil der Robotech-Serie war Mospeada jedoch eine Besonderheit im damaligen amerikanischen Fernsehprogramm und von großer Bedeutung für die Entwicklung der dortigen Anime-Fanszene.